# Mark Brydon
Mark Brydon, född 22 december 1960 i Sunderland, England, är en brittisk basist, låtskrivare, kompositör och producent. Från 1995 till 2003 utgjorde han duon Moloko tillsammans med sångerskan Róisín Murphy.

## Fotnoter
1. ↑  läs online, BBC .[källa från Wikidata]
2. ↑  Discogs, Discogs artist-ID: 31606, läst: 9 oktober 2017.[källa från Wikidata]
3. ↑  Freebase Data Dumps, Google.[källa från Wikidata]
4. ↑  Tjeckiska nationalbibliotekets databas, NKC-ID: xx0090613, läst: 15 december 2022.[källa från Wikidata]